# نوربيرتو أكوستا
نوربيرتو أكوستا (بالإسبانية: Norberto Acosta)‏ (ولد في 22 مايو 1995 في بوينس آيرس، الأرجنتين) وهو لاعب كرة قدم أرجنتيني سابق، يدرب حاليا نادي يوفانتود دي جيوليجياشو في دوري الدرجة الثانية الأرجنتيني.

## وصلات خارجية
- نوربيرتو أكوستا على موقع قاعدة بيانات كرة القدم.إي يو (الإنجليزية)

- Profile at BDFA Profile at (بالإسبانية)
- Profile at Ceroacero Profile at (بالإسبانية)